# Вивас, Нельсон
Нельсон Давид Вивас (исп. Nelson David Vivas; 18 октября 1969, Гранадеро-Байгоррия, провинция Санта-Фе, Аргентина) — аргентинский футболист и футбольный тренер. Выступал на позиции защитника. Участник чемпионата мира 1998 года в составе сборной Аргентины. В настоящее время работает тренером.

## Карьера

### Игровая
Вивас дебютировал в большой футболе 10 сентября 1991 года в форме «Кильмеса» против «Ньюэллс Олд Бойз». После 3-х лет выступлений за «Кильмес» футболист подписал контракт с «Бока Хуниорс», в составе которой провёл 86 матчей. В 1997 году аргентинский гранд отдал Виваса в аренду швейцарскому «Лугано», а год спустя, в августе 1998 года, защитник переходит в лондонский «Арсенал» за 1,6 млн £.
В «Арсенале» Вивасу пришлось стать дублёром основных защитников клуба — Ли Диксона и Найджела Уинтерберна. За первый год пребывания в Англии Вивас провёл 18 матчей за «канониров».
В 1999 году главный тренер «Арсенала» Арсен Венгер принимает решение отправить Виваса в аренду в испанскую «Сельту», дабы талантливый игрок не тратил время на скамейке запасных британского гранда. В «Сельте» Вивас отыграл сезон, после чего вернулся в «Арсенал». Лондонцы к тому времени подписали двух крепких защитников — Олега Лужного и Силвиньо, и места Вивасу в основе команды вновь не находилось. Порой аргентинца не было даже в составе запасных. Всего за «Арсенал» Вивас привёл 69 матчей (из них в 40 он выходил на замену) и забил 1 гол.
В 2001 году аргентинец подписывает контракт с миланским «Интером», но и там закрепиться в основе ему не удалось. За 2 сезона на Апеннинах Вивас отыграл лишь 19 матчей в форме «Интернационале».
После шести не слишком удачных лет в Европе Вивас принял решение вернуться на родину, подписав годовой контракт с «Ривер Плейтом». Отыграв положенный по соглашению срок, защитник перешёл в родной «Кильмес», где и завершил карьеру.

### Тренерская
9 декабря 2015 года назначен главным тренером «Эстудиантеса».

## Достижения
В качестве игрока
- Чемпион Англии (1): 2000/01
- Обладатель Суперкубка Англии (2): 1998, 1999
- Обладатель Кубка Интертото (1): 2000
- Финалист Кубка короля Фахда (1): 1995